# Tuffi ai campionati europei di nuoto 2020 - Trampolino 1 metro maschile
Il concorso dei tuffi dal trampolino 1 metro maschile dei campionati europei di nuoto 2020 si è svolto il 12 maggio 2021 alla Duna Aréna di Budapest.

## Risultati
Il turno preliminare è iniziato alle 12:00 (UTC+1 ora locale). La finale si è svolta alle 20:40.
In verde sono indicati i finalisti.
| Class   | Tuffatore               | Nazione       | Preliminare | Preliminare | Finale          | Finale          |
| Class   | Tuffatore               | Nazione       | Punti       | Class       | Punti           | Class           |
| ------- | ----------------------- | ------------- | ----------- | ----------- | --------------- | --------------- |
| Oro     | Patrick Hausding        | Germania      | 381.95      | 2           | 427.75          | 1               |
| Argento | Jack Laugher            | Gran Bretagna | 399.45      | 1           | 402.90          | 2               |
| Bronzo  | Giovanni Tocci          | Italia        | 368.05      | 3           | 402.50          | 3               |
| 4       | Lorenzo Marsaglia       | Italia        | 367.35      | 4           | 371.05          | 4               |
| 5       | Il'ja Molčanov          | Russia        | 344.30      | 7           | 370.55          | 5               |
| 6       | Alexis Jandard          | Francia       | 361.80      | 5           | 365.75          | 6               |
| 7       | Nicolás García Boissier | Spagna        | 323.85      | 12          | 363.10          | 7               |
| 8       | Guillaume Dutoit        | Svizzera      | 338.65      | 9           | 352.50          | 8               |
| 9       | Timo Barthel            | Germania      | 343.95      | 8           | 349.90          | 9               |
| 10      | Andrzej Rzeszutek       | Polonia       | 331.95      | 10          | 346.45          | 10              |
| 11      | Oleh Kolodij            | Ucraina       | 348.60      | 6           | 342.75          | 11              |
| 12      | Vinko Paradzik          | Svezia        | 331.90      | 11          | 312.55          | 12              |
| 13      | Victor Povzner          | Russia        | 323.20      | 13          | Non qualificati | Non qualificati |
| 14      | Kacper Lesiak           | Polonia       | 309.60      | 14          | Non qualificati | Non qualificati |
| 15      | Jules Bouyer            | Francia       | 308.55      | 15          | Non qualificati | Non qualificati |
| 16      | Alberto Arévalo         | Spagna        | 306.90      | 16          | Non qualificati | Non qualificati |
| 17      | Ross Haslam             | Gran Bretagna | 299.25      | 17          | Non qualificati | Non qualificati |
| 18      | Pascal Faatz            | Paesi Bassi   | 297.80      | 18          | Non qualificati | Non qualificati |
| 19      | Nikolaj Schaller        | Austria       | 295.80      | 19          | Non qualificati | Non qualificati |
| 20      | Juho Junttila           | Finlandia     | 284.95      | 20          | Non qualificati | Non qualificati |
| 21      | Bram Meulendijks        | Paesi Bassi   | 282.65      | 21          | Non qualificati | Non qualificati |
| 22      | Dariush Lotfi           | Austria       | 281.40      | 22          | Non qualificati | Non qualificati |
| 23      | Illia Trushyn           | Ucraina       | 276.10      | 23          | Non qualificati | Non qualificati |
| 24      | Botond Bóta             | Ungheria      | 272.50      | 24          | Non qualificati | Non qualificati |
| 25      | Axel Nyborg             | Norvegia      | 261.65      | 25          | Non qualificati | Non qualificati |
| 26      | Yury Naurozau           | Bielorussia   | 260.80      | 26          | Non qualificati | Non qualificati |
| 27      | Uladzislau Sonin        | Bielorussia   | 257.00      | 27          | Non qualificati | Non qualificati |
| 28      | Max Burman              | Svezia        | 255.70      | 28          | Non qualificati | Non qualificati |
| 29      | Tornike Onikashvili     | Georgia       | 253.05      | 29          | Non qualificati | Non qualificati |
| 30      | Theofilos Afthinos      | Grecia        | 221.20      | 30          | Non qualificati | Non qualificati |
| 31      | Kıvanç Gür              | Turchia       | 213.35      | 31          | Non qualificati | Non qualificati |
| 32      | Orhan Candan            | Turchia       | 210.70      | 32          | Non qualificati | Non qualificati |